# تشوانغ تشيه يوان
تشوانغ تشيه يوان ((بالصينية: 莊智淵)) (من مواليد 2 أبريل 1981) هو لاعب كرة الطاولة من تايوان.
شاركت في دورة الألعاب الآسيوية 2006 في الدوحة، قطر.

## روابط خارجية
- تشوانغ تشيه يوان على موقع منظمة تنس الطاولة العالمي (الإنجليزية)
- تشوانغ تشيه يوان على موقع اللجنة الأولمبية الدولية (الإنجليزية)
- تشوانغ تشيه يوان على موقع أوليمبيديا (الإنجليزية)